# Vitas Prabulis
Vitas Prabulis pseudonim "Žaibas" (ur. ?, zm. 13 grudnia 1949 w Szlinokiemiach) – litewski partyzant podziemia antysowieckiego, w okresie powojennym jeden z najbardziej znanych partyzantów litewskiego podziemia na terenie Suwalszczyzny.  
Pochodził ze wsi Mockova, jego rodzice byli właścicielami dużego gospodarstwa, przez co przez władze sowieckie uznani zostali za kułaków. Jego brat, Jonas Prabulis działał również w podziemiu niepodległościowym.    
W okresie powojennym działał także na Suwalszczyźnie, gdzie w tamtym okresie mieszkało wielu Litwinów, u których mógł liczyć na wsparcie materialne. Przez pewien czas był członkiem polskiego oddziału partyzanckiego dowodzonego przez Jana Sadowskiego i Piotra Burdyna. W ostatnim okresie życia ukrywał się wraz z Jurgisem Kriksčiunasem w Szlinokiemiach. Kryjówka mieściła się w wykopanym w ziemi bunkrze w lasku sosnowym Józefa Jakimowicza. Pomagała im także rodzina Prabulisa, Peronele Savickaite-Valinciene, Sigitas i Alfons Valinciusowie oraz rodzina Pauliukonisów. Planowali przekazywanie informacji, na temat prześladowań stalinowskich na terenie Litwy, na Zachód. 
Zginął w wyniku obławy Batalionu Szybkiego Reagowania z Białegostoku. Trzy pierścienie żołnierzy okrążyły lasek, w którym się ukrywał. Partyzantów zaskoczono w trakcie przygotowywania posiłku, zdesperowani zdecydowali się popełnić samobójstwo. Prabulis strzelił sobie w usta i zmarł na miejscu, Kriksčiunas zmarł w drodze do szpitala. Vitas Prabulis został pochowany w nieznanym miejscu za Suwałkami. Wszystkie osoby, które udzielały pomocy partyzantom, spotkały ciężkie represje w postaci więzienia, odebrania majątku i wysiedlenia. 